# Світославський Сергій Іванович
Сергій Іванович Світославський (1 (13) грудня 1857 , Київ  — 19 вересня 1931 , Київ ) — український маляр-пейзажист і карикатурист.

## Біографія

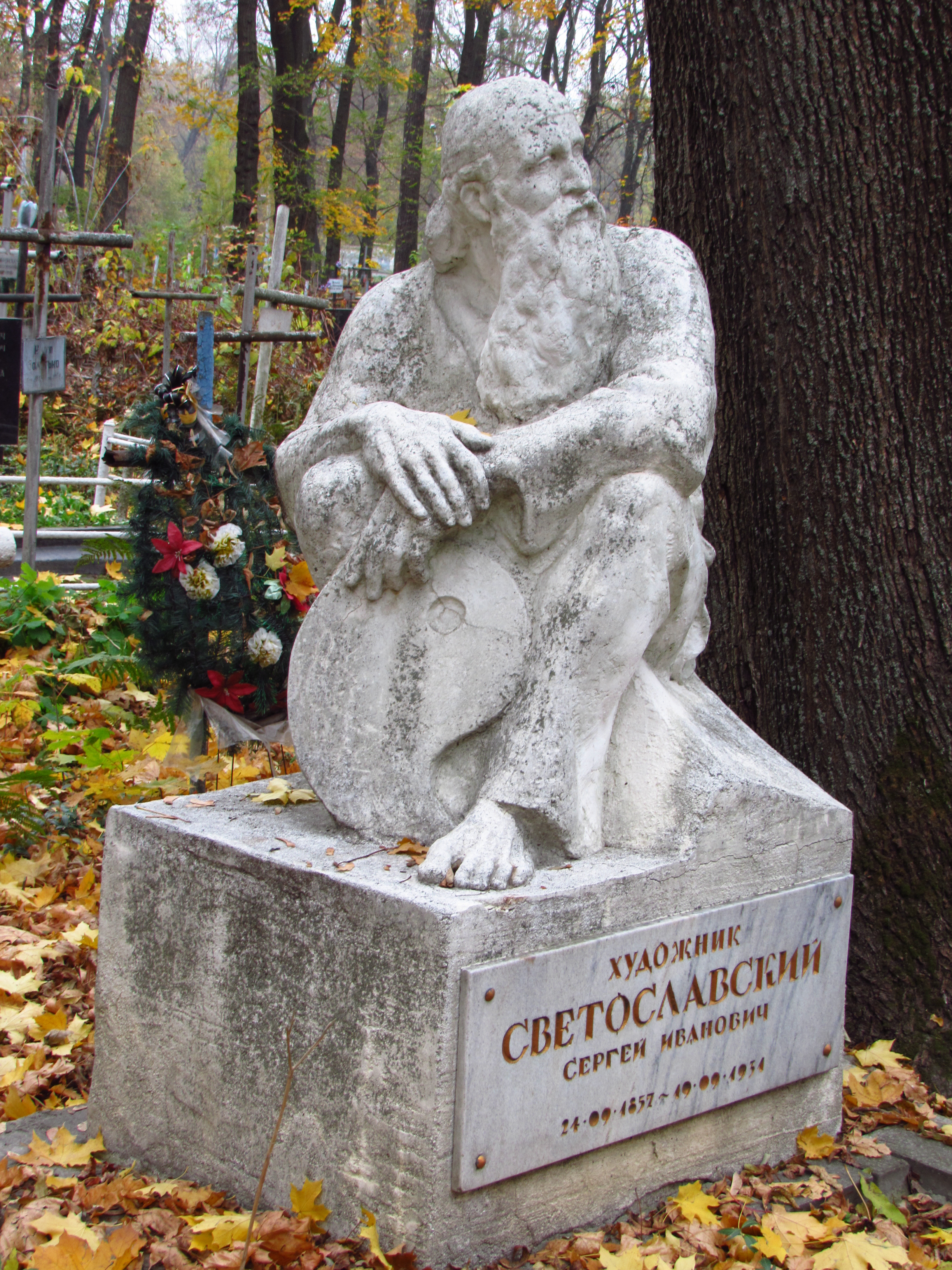
Надгробок С. І. Світославського на Лук'янівському цвинтарі у Києві

Народився 1 (13) грудня 1857 року в Києві, в сім'ї чиновника. У 1862 році родина переїхала жити до Москви. У 1875 році вступив до Московського училища живопису, скульптури та архітектури, але через запізнення на навчання, був відрахований у 1883 році. У 1891-1900 рр. був членом Товариства пересувних виставок, але після того, як публічно посварився з їх організаторами, участі в них більше не брав. Пізніше, повернувся до Києва.
У 1905 році організував Київську художню студію, де свою освіту продовжили понад сорок колишніх студентів Київського художнього училища, відраховані за свою участь в студентських заворушеннях. Був одним з фундаторів Товариства київських художників.
За спогадами Казимира Малевича, у радянські часи Сергій Світославський бідував і, щоб вижити, торгував хріном на Хрещатику та Вознесенському узвозі. На початку 1920-х рр. у нього загострилася хвороба очей. Він не міг більше писати.
Помер 19 вересня 1931 року. Похований в Києві на Лук'янівському кладовищі (ділянка № 14, ряд 7, місце 53). Надгробок на могилі скульптора Костянтина Скритуцького.

## Творчість
Першим значним твором була картина «Дніпровські пороги» (1885), яка засвідчила неабиякий талант художника-лірика.
Світославський — майстер поетичного пейзажу з тонким кольоритом. Батьківщиною Сергія Світославського була Україна. Саме тут він створив найкращі твори, які визначили самобутність його мистецтва. Національна своєрідність робіт художника проявляється у виборі тематики: величні дніпровські пороги — місця колишньої запорізької слави, трудяги-воли — вірні помічники селянина, що дрімають на ріллі, розморені весняним сонцем, поруч — широка річкова далечінь, зелені луки, вітряки в степу; могутні стіни Кам'янець-Подільської фортеці; широчінь Дніпра, який став для художника і улюбленим об'єктом уваги, і образом, що сприймається, мабуть, більше, ніж просто річка, — він співвідноситься у Світославського з поняттям України.
Ігор Шаров зазначає, що Сергій Світославський писав свій Київ, якого не торкнулась урбанізація — глухі вулички з приземкуватими будиночками, порослі деревами схили біля Кирилівської церкви, метушню місцевих ярмарків, таємничі зарості закинутого парку «Облиш смуток». «У парку я зустрів лише старого художника. Він сидів під великим полотняним парасолем і писав етюди. Художник ще здалеку так сердито поглядав на мене, що я жодного разу не наважився до нього підійти», — згадує у своїй книжці «Далекі роки» К.Паустовський. І хоча він не називає імені художника, можна зрозуміти, про кого йдеться: таким зафіксував Світославського в ті «далекі роки» об'єктив фотоапарата. Його зовнішність, яка нагадує сучасникам Дарвіна або Толстого, привертала до себе увагу.
Головні твори в жанрі поетичного пейзажу:
- «Дніпровські пороги» (1887);
- «Вулиця повітового міста» (1895);
- «Миргород» (1902);
- «Весна на хуторі», «Воли на ниві» (1891);
- «Вечір у степу», «Зима» (1905);
- «На річці» (1909).

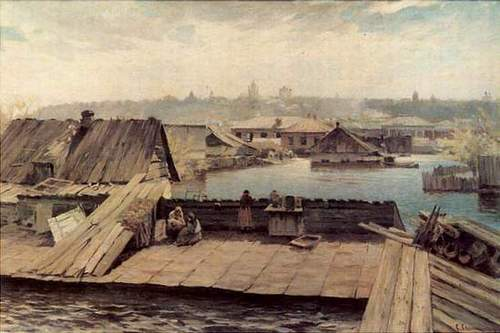
«Розлив Дніпра на Оболоні», 1890-ті роки

З подорожей по Середній Азії наприкінці 1890-х — у 1900 дали художникові нові матеріали для творчості: створив низку пейзажних полотен, присвячених природі й людям цього краю («Степ: Середня Азія», «Ранковий намаз» «Отара в горах», «Кораблі пустелі» та інші).
За картину «Дворик» нагороджений бронзовою медаллю Всесвітньої виставки в Парижі 1900 року.
Працював і в галузі сатиричної графіки. Його карикатури публікував київський сатирично-гумористичний журнал «Шершень» (1906).
На замовлення відомого київського купця Могилевцева він виконав десять металевих панно для оздоблення його особняка на Липках - нині Мистецький центр "Шоколадний будиночок", тут сьогодні містится філія Київської національної картинної галереї і  Дитяча картинна галерея.
Багато його творів зберігаються у Київському музеї українського мистецтва та Третьяковській галереї.

## Вшанування пам'яті
У травні 2023 року колишня вулиця Чкалова у Дарницькому районі Києва отримала нову назву на честь Сергія Світославського.